# Neu Zauche
Neu Zauche är en kommun och ort i Landkreis Dahme-Spreewald i förbundslandet Brandenburg i Tyskland. De tidigare kommunerna Caminchen och Briesensee uppgick i Neu Zauche den 26 oktober 2003. och kommunen ingår i kommunförbundet Amt Lieberose/Oberspreewald.